# Ambasciatori sassoni nei Paesi Bassi
L'ambasciatore sassone nei Paesi Bassi era il primo rappresentante diplomatico della Sassonia nei Paesi Bassi.
Le relazioni diplomatiche iniziarono ufficialmente nel 1649. Dal 1874 le funzioni di ambasciatore sassone nei Paesi Bassi passarono all'ambasciatore sassone nel Belgio.

## Elettorato di Sassonia
- 1649–1664: Martin Tancke[1] (1605–1675)
- 1668–1683: vacante
- 1683–1683: Albrecht Friedrich von Hünicke
- 1683–1685: Emanuel Willius, Chargée d'affaires
- 1685–1691: vacante
- 1691–1692: Wolf Abraham von Gersdorff
- 1693–1694: Otto Heinrich von Friesen
- 1697–1719: Wolf Abraham von Gersdorff
- 1697–1698: Christoph Dietrich Bose il Giovane
- 1707–1710: Peter Robert Taparelli von Lagnasco
- 1710–1713: Georg von Werthern
- 1719–1721: Philipp von Stosch
- 1721–1750: Claude de Brose
- 1750–1750: Johann Arnold Ernst
- 1750–1766: Johann Heinrich Kauderbach
- 1766–1780: Jean Pierre Isaaq Dubois, Chargée d'affaires
- 1779–1791: Karl Wilhelm von Martens, Chargée d'affaires

...

## Regno di Sassonia
...
- 1830–1832: Karl von Einsiedel (1770–1841) residente a Monaco
- 1832–1862: vacante
- 1862–1874: Oswald von Fabrice (1820–1898), residente a Bruxelles